# Literární památník Vysočiny
Literární památník Vysočiny je památník a muzeum v Tasově, nachází se v budově bývalé měšťanské školy v Tasově čp. 240. Památník byl založen 30. září 2002 a je zřízen Obecním úřadem v Tasově, garantem je Muzeum Vysočiny v Třebíči.

## Expozice
Expozice je věnována zčásti tasovskému rodákovi Jakubovi Demlovi, ve sbírkách expozice je umístěna část původního nábytku z Demlova bytu, ten byl navržen přítelem Jakuba Demla Bohuslavem Fuchsem, součástí expozice je také busta Jakuba Demla od sochaře Josefa Kapinuse, dokumenty a knihy patřící původně Jakubu Demlovi. Ve sbírce jsou i rukopisy receptů, jež Deml sbíral.
V druhé místnosti památníku je expozice věnována historii Tasova, tasovským památkám a okolí vesnice. Zbytek expozice je věnován uměleckým dílům místních umělců jako jsou Jindřich Zezula z Dolních Heřmanic, František Bílek, Otto Stizska, Lidmila Dohnalová-Vodičková a další. Vystaveny jsou také knihy a dokumenty Stanislava Vodičky, Pavly Kytlicové, Marie Rosy Junové, Josefa Pěnčíka, Miloše Kačírka a Karla Švestky.